# Garner (Iowa)
Garner – miasto w Stanach Zjednoczonych, w stanie Iowa, siedziba hrabstwa Hancock. W 2000 liczyło 2 922 mieszkańców.